# برينتفورد وآيلوورث (دائرة انتخابية في المملكة المتحدة)
برينتفورد وآيلوورث (بالإنجليزية: Brentford and Isleworth)‏ هي إحدى الدوائر الانتخابية في المملكة المتحدة الممثلة في مجلس العموم في برلمان المملكة المتحدة.
عضو البرلمان الذي يمثلها حالياً هو :Ann Keen (Lab).